# Camille et Justine
Camille et Justine est un duo comique français connu pour ses vidéos sur les réseaux sociaux. Il est constitué de Camille Giry (née le 21 juillet 1989) et Justine Lossa (née le 12 novembre 1991). Ses contenus répondent à des interviews jugées polémiques, prétendant défendre le féminisme intersectionnel,,.

## Biographie
Camille Giry et Justine Lossa se rencontrent au Cours Florent en 2012. En 2016, elles commencent à produire des vidéos ensemble, qu'elles publient sur Facebook et YouTube. Elles publient Les pourquoi de Camille et Justine en 2018 et sont membres de la troupe « Les moustaches sauvages ».
Camille Giry a obtenu un baccalauréat scientifique en 2006 puis un DUT en multimédia tandis que Justine Lossa est titulaire d'un baccalauréat littéraire depuis 2009.